# Tessera annonaria

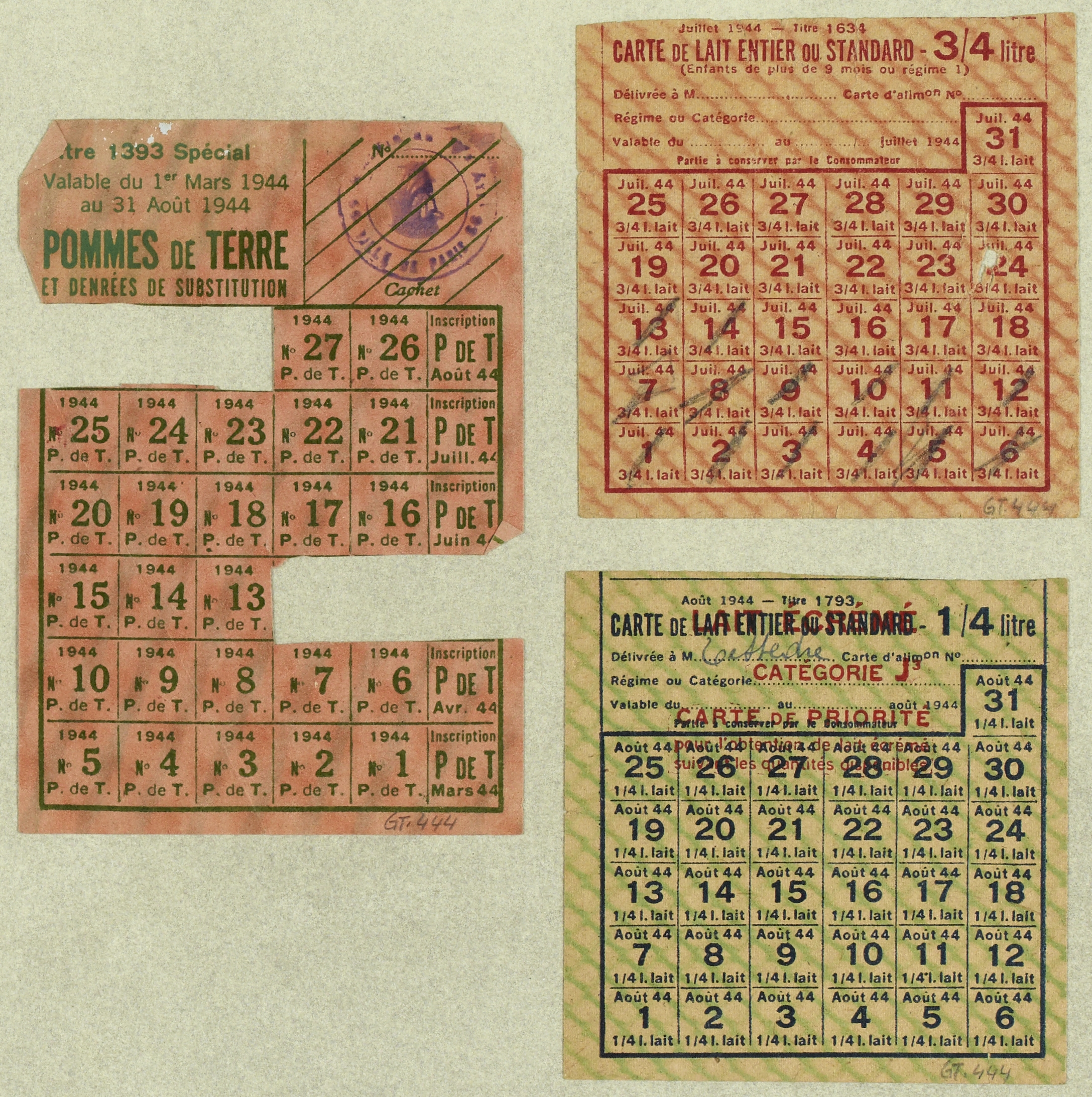
3 tessere annonarie francesi del 1944 per latte e patate

La tessera annonaria è un libretto o una tessera con diversi tagliandi emessa dal governo di una nazione che permette di ottenere determinate quantità di generi alimentari o di prima necessità nei periodi in cui essi sono razionati, tipicamente in periodi bellici o di emergenza.

## Storia
Le tessere annonarie vennero usate durante la seconda guerra mondiale in molti paesi di entrambi gli schieramenti, e per un certo periodo anche dopo la fine del conflitto, a causa degli sconvolgimenti che la guerra aveva causato alla produzione ed al commercio di merci e alimenti.

### In Italia
La tessera annonaria in Italia venne distribuita a partire dal 1940. La tessera aveva validità bimestrale e conteneva diversi bollini che determinavano la quantità totale di olio, pasta e zucchero che il titolare poteva ottenere in quel determinato periodo. Il pane era invece distribuito quotidianamente secondo una quantità fissa per tutti, mentre il latte poteva essere dato solamente ai bambini e dietro ricetta medica. Successivamente la tessera regolò anche il prelievo di vestiario, che avveniva in giorni predefiniti. A seconda delle età si ricevevano tessere di diverso colore: verde per i bambini, azzurra per i ragazzi e grigia per gli adulti, ognuna delle quali definiva quantità diverse di cibo ottenibile. Durante il conflitto vi furono numerosissimi episodi di contrabbando e contraffazione delle tessere annonarie.